# Дощові ліси Вануату
Дощові ліси Вануату (ідентифікатор WWF: AA0126) — австралазійський екорегіон тропічних та субтропічних вологих широколистяних лісів, розташований на Вануату та на островах Темоту.

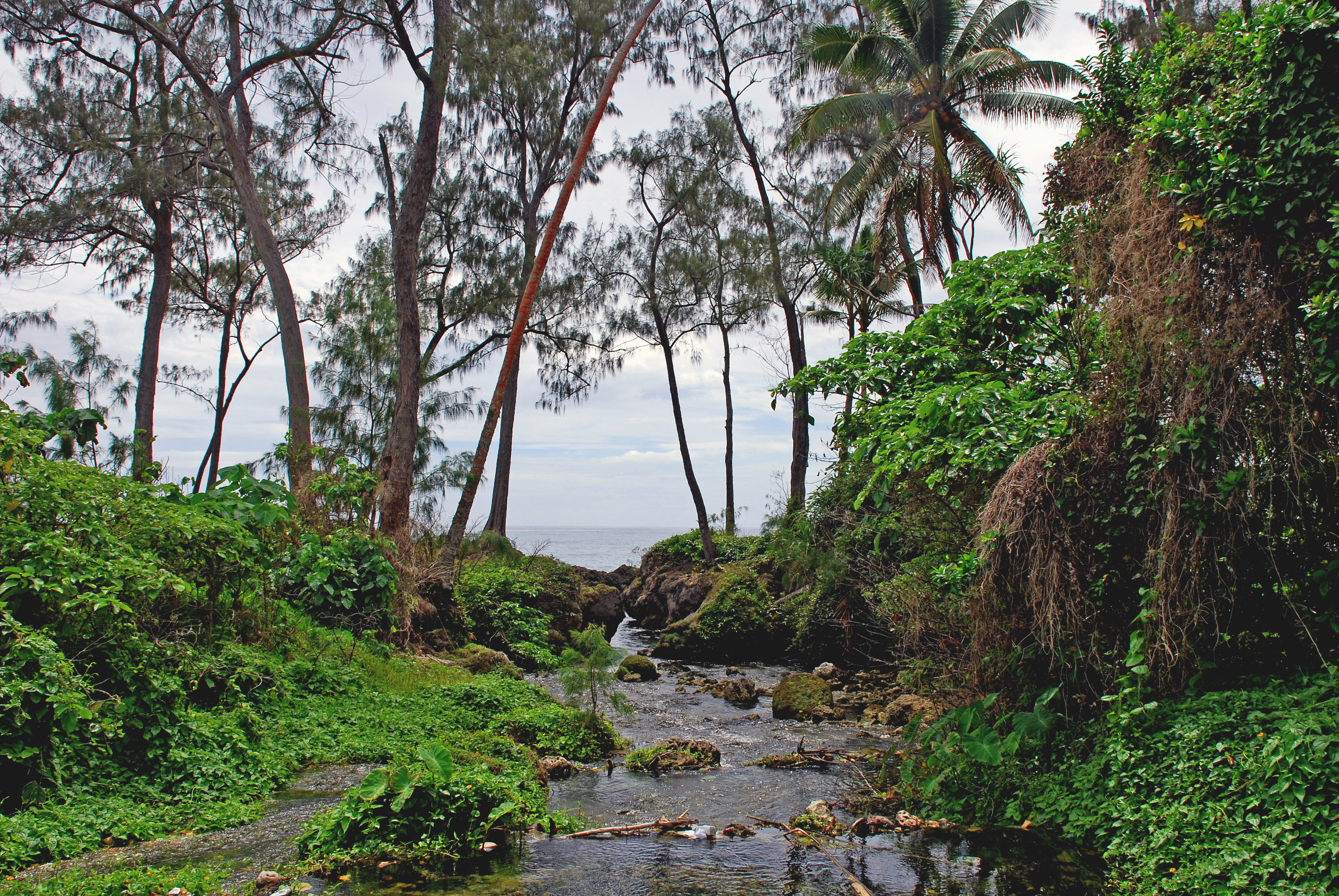
Ландафт острова Ефате

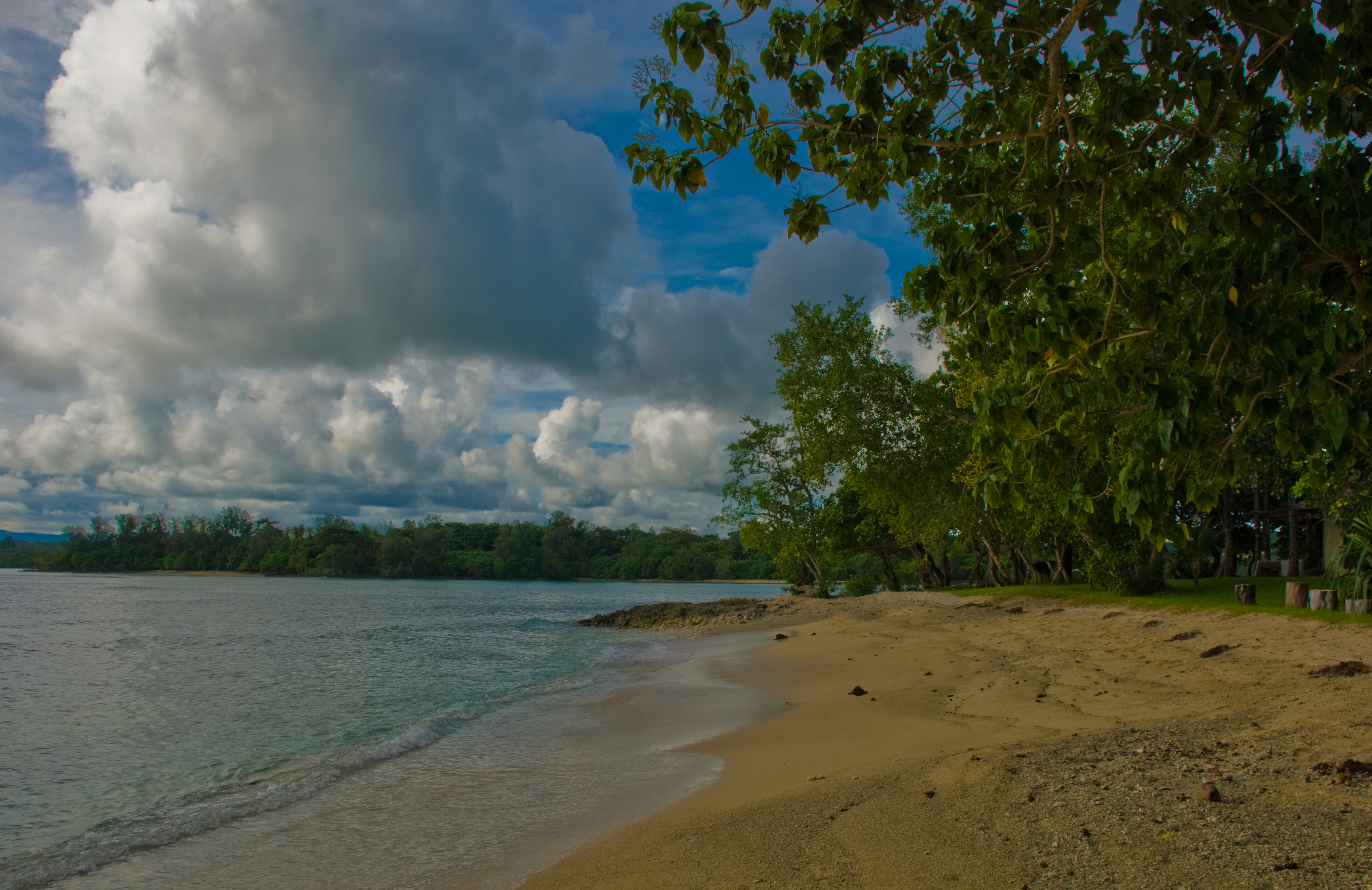
Узбережжя острова Ефате

## Географія
Екорегіон дощових лісів охоплює острови Вануату, розташовані в Меланезії, на заході Тихого океану. Крім того, він включає острови Санта-Крус, розташовані на північ від Вануату. Ці острови є частиною провінції Темоту в складі Соломонових Островів, однак лежать за 400 км на південний схід від однойменного архіпелагу і географічно та екологічно більш пов'язані з Вануату.
Архіпелаг Санта-Крус включає вулканічні острови Нендо або Санта-Крус (505,5 км²), Ванікоро (173 км²) та Утупуа (69 км²), а також кілька менших острівців, зокрема острів Тінакула площею 8 км². Найвищою вершиною архіпелагу є гора Бані заввишки 924 м, розташована на Ванікоро. Висота Тінакули становить 851 м над рівнем моря, висота Нендо — 549 м над рівнем моря, а висота Утупуа — 380 м над рівнем моря.
Окрім островів Санта-Крус до складу провінції Темоту входить низка інших островів, зокрема Рифові острови, що лежать за 80 км на північний схід від Нендо. Ця група включає 16 невеликих коралових островів, що складаються з піднятих плейстоценових коралових вапняків та підіймаються лише на 5 м над рівнем моря. За 130 км на північний схід від Нендо лежать острови Дафф загальною площею 14 км², висота яких досягає 300 м. На схід та південний схід від Ванікоро розташовані невеликі ізольовані острови Тікопіа (5 км²), Анута (1 км²) і Фатутака (5 км²).
На південь від островів Санта-Крус лежить архіпелаг Вануату, також відомий як Нові Гебриди. Він складається з 83 островів, що простягаються на 880 км з північного заходу на південний схід. Північ Вануату складається з двох острівних ланцюгів: західного, який включає острови Торрес, Еспіриту-Санто і Малекула, та східного, який включає острови Бенкс, Маево, Амбае, Пентекост, Амбрим та Епі. Південніше Епі простягаються острови Шеперд, Ефате, Ерроманго, Танна та Анейтьюм. Найбільшими островами архіпелагу є Еспіриту-Санто (3955,5 км²), Малекула (2041 км²) та Ефате (899,5 км²). Більшість островів Вануату мають гористий рельєф. Найвищою вершиною регіону є гора Табвемасана заввишки 1879 м, розташована на острові Еспіриту-Санто.
Вулканічні острови Вануату утворилися внаслідок субдукції Австралійської плити під Тихоокеанську плиту та Новогебридську плиту. З геологічної точки зору їх основу складають пліоцен-плейстоценові вулканічні породи та піднятті коралові вапняки. Вік найдавніших порід на Вануату становить 38 мільйонів років. Острови Санта-Крус молодші, найстарішим породам на них менше 5 мільйонів років. Вони переважно складаються з пліоценових базальтів, вулканічного попелу та піднятих коралових вапняків. Вулканічна активність в регіоні триває: як на Вануату, так і на островах Санта-Крус є діючі вулкани.

## Клімат
В межах екорегіону домінує екваторіальний клімат (Af за класифікацією кліматів Кеппена). Середня температура в регіоні коливається від 20 до 32 °C, а середньорічна кількість опадів — від 2000 до 4000 мм. На навітряних південно-східних схилах випадає більше опадів, ніж на півдвітряних північно-західних схилах, де у період з квітня по жовтень спостерігається виражений сухий сезон. В регіоні регулярно трапляються руйнівні тропічні циклони.

## Флора
В межах екорегіону зустрічаються різноманітні рослинні угруповання, зокрема рівнинні та гірські дощові ліси, сезонні ліси і чагарники, мангрові ліси, прибережні та вторинні зарості. Їх розподіл залежить від висоти над рівнем моря, кількості опадів, експозиції та ґрунтів.
На островах Санта-Крус основним типом рослинності є рівнинні дощові ліси, однак ліси Санта-Крусу мають деякі відмінності від лісів, поширених на Вануату. Серед дерев, що переважають у рівнинних дощових лісах Санта-Крусу, слід відзначити короткочерешкову кампносперму (Campnosperma brevipetiolatum), фіджійський калофіллум (Calophyllum vitiense), соломонську гмеліну (Gmelina salomonensis), дерево мербату (Maranthes corymbosa), молуккську альбіцію (Falcataria falcata), індійський птерокарпус (Pterocarpus indicus) та білий ендоспермум (Endospermum myrmecophilum). Розвинені гірські ліси на архіпелазі Санта-Крус відсутні, однак деякі види дерев, зокрема фіджійські метросідероси (Metrosideros vitiensis), сизигіуми Локербі (Syzygium branderhorstii), сизигіуми Баттнера (Syzygium buettnerianum), розлогі сизигіуми (Syzygium effusum), багатоцвіті сизигіуми (Syzygium myriadenum) та онесійські сизигіуми (Syzygium onesimum), а також хвойні тихоокеанські каурі (Agathis macrophylla) та фіджійські ретрофіллуми (Retrophyllum vitiense), які на Вануату є типово гірськими видами, на Санта-Крусі зустрічаються в рівнинних лісах. На Нендо та Ванікоро тихоокеанські каурі (Agathis macrophylla) виступають як емерджентні дерева, що підіймаються над мішаними насадженнями або утворюють моновидові насадження. 
Рівнинні дощові ліси є основним типом рослинності на південно-східних (навітряних) схилах всіх островів Вануату. За структурою та видовим складом ці ліси можна розділити на високі та середньорослі ліси, алювіальні та заплавні ліси, чагарникові ліси та мішані ліси. На великих островах на півночі Вануату найпоширенішим типом лісів є густі чагарникові ліси, що характеризуються складним переплетінням ліан. Ці структурно неоднорідні ліси пов'язані з порушеннями, що виникають внаслідок діяльності тропічних циклонів. На південних островах (Ерроманго та Анейтьюмі) зустрічаються хвойні ліси, у яких домінують тихоокеанські каурі (Agathis macrophylla) та різні види калофіллумів (Calophyllum spp.).
Гірські дощові ліси на Вануату поширені на висоті понад 500 м над рівнем моря, а на найвищих гірських вершинах вони переходять у низькорослі хмарні ліси. Серед дерев, що переважають у гірських лісах Вануату, слід відзначити тихоокеанське каурі (Agathis macrophylla) та черепичні дактилокарпуси (Dacrycarpus imbricatus), а також різноманітні вічнозелені широколистяні дерева, зокрема фіджійський метросідерос (Metrosideros vitiensis), жейсуа Денема (Geissois denhamii), середню квінтінію (Quintinia media) та різні види сизигіумів (Syzygium spp.), крилолистів (Pterophylla spp.) та аскарін (Ascarina spp.). В підліску гірських дощових лісів зустрічаються деревоподібні папороті — ціатеї (Cyathea spp.) і діксонії (Dicksonia spp.), а також пальми, зокрема ендемічні кліностігми Харланда (Clinostigma harlandii), поширені на Амбримі, Анейтьюмі та Ерроманго.
Серед інших ендемічних видів, поширених в гірських дощових лісах Вануату, слід відзначити вануатський ногоплідник (Podocarpus vanuatuensis), який зустрічається на островах Анейтьюм та Ерроманго. На західному узбережжі Еспіриту-Санто, зокрема на півострові Камберленд та на горі Табвемасана, найвищій вершині екорегіону, зустрічаються ендемічні вануатські каурі (Agathis silbae). Ці великі дерева ростуть на вологих західних та північно-західних схилах у низькогірських дощових лісах, на висоті від 450 до 760 м над рівнем моря, у районах, де середньорічна кількість опадів становить близько 4500 мм. Серед інших дерев, що зустрічаються в лісах на горі Табвемасана, слід відзначити новоебудійський калофіллум (Calophyllum neoebudicum), дзиґоподібну криптокарію (Cryptocarya turbinata), ендемічний табвемасанський метросідерос (Metrosideros tabwemasanaensis), а також різні види дідимохетонів (Didymocheton spp.), мускатників (Myristica spp.) та ногоплідників (Podocarpus spp.).
На підвітряних схилах островів Вануату зустрічаються сезонні ліси, чагарники та луки. У перехідній зоні між вологими дощовими лісами та сухими лісами зустрічаються напівлистяні ліси, у яких переважають зубчасті кляйнговії (Kleinhovia hospita) та австралійські каштанонасінники (Castanospermum australe), а також зустрічаються деякі вічнозелені види, характерні для дощових лісів. У більш сухих місцевостях в лісах домінують гаякові акації (Acacia spirorbis), які виростають до 15 м заввишки, а в добре захищених місцевостях на західних і південно-західних схилах островів — хащі інтродукованих сизих левкен (Leucaena leucocephala), савани та луки. Луки на Вануату підтримуються регулярними пожежами, які періодично розпалюються людьми.
У прибережних заростях, поширених на океанічних узбережжях, переважають хвощелисті казуарини (Casuarina equisetifolia), азійські баррингтонії (Barringtonia asiatica), індійські мигдалі (Terminalia catappa), звичайні теспезії (Thespesia populnea), ліхтарні дерева (Hernandia nymphaeifolia) та різні види панданів (Pandanus spp.). На деяких островах Вануату зустрічаються мангрові зарості, основу яких складають різні види ризофор (Rhizophora spp.), авіценній (Avicennia spp.),  соннератій (Sonneratia spp.), деревоплідників (Xylocarpus spp.) та церіопсів (Ceriops spp.).

## Фауна
Єдиними ссавцями, поширеними на островах екорегіону, є рукокрилі, більшість з яких мають новогвінейське походження. Ендеміками екорегіону є темотські крилани (Pteropus nitendiensis), вануатські крилани (Pteropus anetianus), бенксійські крилани (Pteropus fundatus), ванікорські крилани (Pteropus tuberculatus) та санта-круські трубконосі крилани (Nyctimene sanctacrucis). Серед майже ендемічних представників екорегіону, які також зустрічаються на інших островах Меланезії, слід відзначити довгохвостих криланів (Notopteris macdonaldi) та фіджійських мопсів (Chaerephon bregullae). Також на островах екорегіону зустрічаються тихоокеанські крилани (Pteropus tonganus), поширені на багатьох островах Океанії.
На островах екорегіону зареєстровано близько 120 видів птахів, близько чверті з яких є ендемічними або майже ендемічними. Ендеміками екорегіону є вануатські великоноги (Megapodius layardi), санта-крузькі голуби (Pampusana sanctaecrucis), вануатські тілопо (Ptilinopus tannensis), вануатські пінони (Ducula bakeri), вануатські альціони (Todiramphus farquhari), пальмові лорікети (Vini palmarum), білочереві медовки (Glycifohia notabilis), архіпелагові свистуни (Pachycephala vanikorensis), нендоські свистуни (Pachycephala ornata), утупуаські свистуни (Pachycephala utupuae), вануатські віялохвістки (Rhipidura spilodera), санта-круські віялохвістки (Rhipidura melanolaema), монархи-арлекіни (Neolalage banksiana), ванікорські сизарки (Mayrornis schistaceus), меланезійські кущавники (Cincloramphus whitneyi), санта-крузькі окулярники (Zosterops sanctaecrucis), жовтолобі окулярники (Zosterops flavifrons), ванікорські окулярники (Zosterops gibbsi), санта-крузькі окулярниці (Zosterops lacertosus), рудокрилі шпаки-малюки (Aplonis zelandica), гірські шпаки-малюки (Aplonis santovestris), ероманзькі дрозди (Turdus pritzbueri) та королівські папужники (Erythrura regia). Також ендеміками екорегіону є вануатські тайфунники (Pterodroma occulta) — морські птахи, які гніздяться на острові Вануа-Лава в групі островів Бенкс. Раніше на островах регіону мешкали ендемічні танайські голуби (Pampusana ferruginea), однак наразі вони вимерли
Серед майже ендемічних птахів, які також зустрічаються на інших островах Океанії, слід відзначити двоморфну горлицю (Macropygia mackinlayi), червоночеревого тілопо (Ptilinopus greyi), новокаледонську салангану (Collocalia uropygialis), строкатого яструба (Tachyspiza albogularis), кардиналову медовичку (Myzomela cardinalis), бурого медовця (Lichmera indistincta), віялохвостого ріроріро (Gerygone flavolateralis), меланезійського шикачика (Coracina caledonica), полінезійського оругеро (Lalage maculosa), довгохвостого оругеро (Lalage leucopyga), вануатського свистуна (Pachycephala chlorura), південного монарха-великодзьоба (Clytorhynchus pachycephaloides), меланезійську міагру (Myiagra caledonica), рудоволу міагру (Myiagra vanikorensis), малого тоутоваї (Petroica pusilla) та вануатського дрозда (Turdus vanikorensis).
Герпетофауна екорегіону включає гребінчастих крокодилів (Crocodylus porosus) — найбільших у світі плазунів, східна межа поширення яких проходить через Вануату. Серед ендемічних плазунів, поширених на островах екорегіону, слід відзначити вануатських лускатопалих геконів (Lepidodactylus vanuatuensis), еспіріту-сантійських лускатопалих геконів (Lepidodactylus buleli), вануатських пильчастохвостих геконів (Perochirus guentheri), вануатських емо-сцинків (Emoia nigromarginata), футунських емо-сцинків (Emoia erronan), таумакських емо-сцинків (Emoia taumakoensis), анейтьюмських емо-сцинків (Emoia aneityumensis), червоногубих емо-сцинків (Emoia rufilabialis), деревних сцинків Санфорда (Emoia sanfordi) та новогебридських змієоких сцинків (Cryptoblepharus novohebridicus). Місцеві амфібії на островах регіону відсутні.

## Збереження
Значна частина прибережних та низинних лісів на островах регіону була знищена та перетворена на поселення і сільськогосподарські угіддя, а незаймані ліси збереглися переважно в гірських районах. Вирубка лісів в регіоні триває; особливо цінується деревина тихоокеанських каурі (Agathis macrophylla) та новокаледонських сандалових дерев (Santalum austrocaledonicum). Іншою загрозою для збереження природи регіону є поширення інтродукованих видів рослин і тварин, зокрема пацюків, кішок, собак та свиней, а також індійських майн (Acridotheres tristis) та інвазивних равликів і мурах, які загрожують ендемічним видам. Полювання на ендемічних криланів скорочує їх популяції.
Оцінка 2017 року показала, що 515 км², або 4 % екорегіону, є заповідними територіями. Природоохоронні території включають: Амбримський заповідник великоногів, Заповідну зону лісів Центрального Ефате, Заповідну зону каурієвих лісів Ерроманго, Заповідну зону лісів Ласенуві, Заповідну зону Лору, Заповідну зону Панкумо, Заповідну зону лісів Ватте, Заповідну зону лісів Західного півострова та Заповідну зону Віаві у Вануату. 